# Doop (single)
Doop is een nummer van het Nederlandse eurodanceduo Doop uit 1994. Het is de eerste single van hun debuutalbum Circus Doop.

## Achtergrondinformatie
Het nummer is geïnspireerd door de charleston, een dans die in de jaren '20 zeer populair was. De enige zang die voorkomt in het nummer, is het snel herhalen van de titel. De single staat ook bekend om de aparte clip. Daarin zijn verschillende kleurrijke en vreemde figuren al dansend te zien. Daarnaast liggen er ook artikelen van het zogenaamde merk 'Doop'. Bijvoorbeeld hondenvoer.
Met de gelijknamige single brak Doop onverwacht door. In januari 1994 kwam het housenummer de Nederlandse Top 40 binnen. Uiteindelijk werd de elfde plaats behaald. Niet lang daarna werd de single ook in andere landen een succes. Vooral in het Verenigd Koninkrijk, waar het nummer drie weken op nummer één stond en zelfs op één binnenkwam. Ook in Australië en Duitsland werd de top 10 gehaald. In Nederland werd de single later in 1994, na het internationale succes, geremixt. Deze remix bereikte de nummer 17 in de Top 40.

## Tracklijst
- Cd-single

1. "Doop" (Sidney Berlin's Ragtime Band) - 3:08
2. "Doop" (Jean Lejeux et son orchestre) -3:26
3. "Doop" (Urge 2 Merge) - 3:33
4. "Doop" (Sidney Berlin's Ragtime Band [Extended]) - 5:28
5. "Doop" (Jean Lejeux et son orchestre [Extended]) - 7:18